# Chaka Demus & Pliers

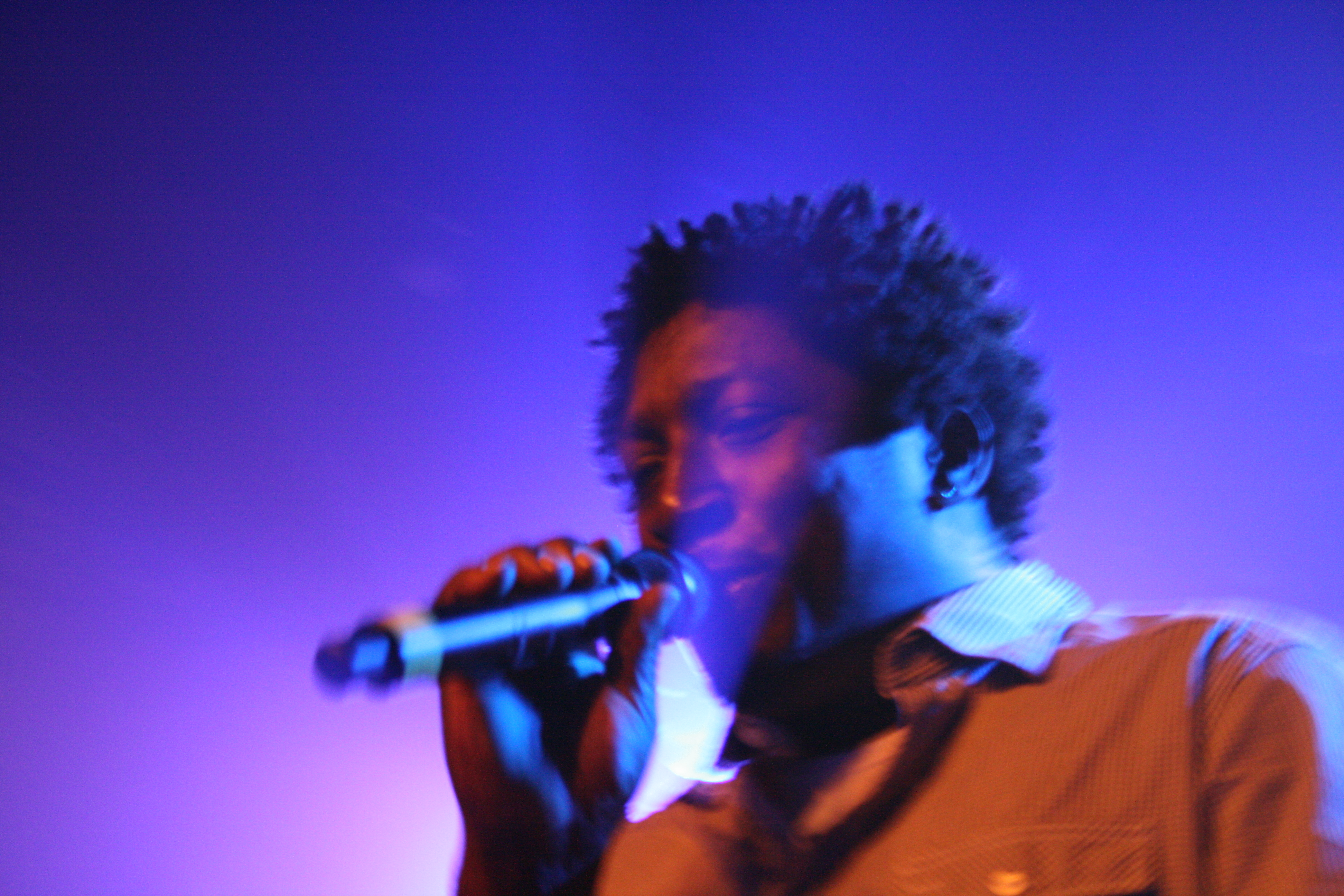
Chaka Demus & Pliers concert in Göta Källare, Stockholm 4th of august 2009, Stockholm, Sweden.

Chaka Demus & Pliers é uma dupla Jamaicana de reggae formada pelo cantor Pliers e pelo deejay Chaka Demus.

## Nas paradas do RU
| Nome                                            | Lançamento       | Posição mais alta |
| ----------------------------------------------- | ---------------- | ----------------- |
| "Tease Me"                                      | Junho de 1993    | 3                 |
| Tease Me                                        | Julho de 1993    | 26                |
| "She Don't Let Nobody"                          | Setembro de 1993 | 4                 |
| "Twist and Shout" (com Jack Radics e Taxi Gang) | Dezembro de 1993 | 1                 |
| Tease Me (re-release)                           | Janeiro de 1994  | 1                 |
| "Murder She Wrote"                              | Março de 1994    | 27                |
| "I Wanna Be Your Man"                           | Junho de 1994    | 19                |
| "Gal Wine"                                      | Agosto de 1994   | 20                |
| "Every Kinda People"                            | Agosto de 1996   | 47                |
| "Every Little Thing She Does Is Magic"          | Agosto de 1997   | 51                |
| So Proud                                        | Outubro de 2008  | -                 |